# Fran Gestrin
Fran Gestrin, slovenski pesnik, pisatelj in prevajalec, * 1. december 1865, Ljubljana, † 15. avgust 1893, Ljubljana.

## Življenjepis
Gestrin je na Dunaju študiral pravo ter nadaljeval študij zgodovine in zemljepisa v Gradcu. Kot srednješolski profesor je poučeval v Gorici in Mariboru ter zaradi tuberkuloze prenehal službovati in nato do smrti živel v Ljubljani.

## Delo
Gestrin se je z globoko občuteno ljubezensko in slutenjsko poezijo približal pesniškemu svetu moderne. Njegovo pesniško doživetje je pristno in se razodeva tudi v krepkem izrazu. Slutnjo bližajoče se smrti je izrazil v pretresljivih baladah: Balada o smrti, Balada o prepelici, Balada o zvončkih. Napisal je tudi več novel. Kot pripovednik pa je uvajal v slovensko književnost naturalizem (povest Iz arhiva), kjer je upodobil zabave in ljubezenske zaplete tržaškega izobraženstva; povest je sicer napisana v Kersnikovem stilu, a naznanja že »novo strujo«, ker je Gestrin skušal globlje prodreti v duševnost svojih oseb. Prevajal je iz češčine, francoščine, nemščine in ruščine. Največ je prevajal francoske dramatike - prevode je uprizarjalo Dramatično društvo v Ljubljani. Med drugimi je prevedel Denneryjevo Pot okoli sveta v 80 dneh, Dumasovefa Keana in Saroujevo Fedoro.

#### Prevodi iz francoščine
- Arago, Étienne & Jules Verne: Vragovi zapiski (Les mémoires du diable). Premiera 1892.
- Bisson, Alexandre-Charles-Auguste: Pokojni Toupinel (Feu Toupinel). Premiera 1892.
- Dennery, Adolphe & Jules Verne: Pot okoli zemlje v 80 dneh (Le tour du monde en 80 jours). Premiera 1903.
- Dumas, Alexander oče, Kean ali genialnost in strast (Kean ou désordre et génie). Premiera 1894. (skupaj z Jesenkom)
- Sardou, Victorien: Zadnji list (Les pattes des mouche). Premiera 1893.